# أوستين إل. راند
أوستين إل. راند هو عالم حيوانات وعالم طيور كندي، ولد في 16 ديسمبر 1905 في كنتفيل ‏ في كندا، وتوفي في 6 نوفمبر 1982.